# 유럽 경제 지역 회원국의 특별 영토

유럽 연합 회원국의 특수 지역
유럽 연합
최외부 지역 (OMR)
해외 영역 (OCT)

유럽 경제 지역 회원국의 특별 영토는 유럽 연합 (EU)와 유럽 자유 무역 연합 (EFTA)를 아우르는 유럽 경제 지역 회원국의 해외 영토와 자치령과 같은 특별한 통치 형태를 취하고 있는 지역이다.
2020년 1월 기준으로 유럽 연합은 27개의 회원국을 두고 있고, 그 대부분이 유럽 연합의 모든 정책과 계획에 참여하고 또한 그 행동을 규정하는 문서에 서명하고 있다. 그러나 유럽 연합의 법률이 반드시 모든 회원국의 모든 지역에 적용되는 것은 아니다. 
각 회원국은 역사상 지리적, 정치적 이유로 회원국의 일반 지역과 달리, 본국 정부와 혹은 유럽 연합과 다른 관계를 가지는 특수한 지역을 가지고 있다. 그 지역들은 유럽 연합의 모든 정책과 계획에 참여하는 것은 아니다. 그 중 유럽 연합과의 관계가 전혀 없는 지역이 존재하는 반면, 다른 쪽은 명령, 규제와 조약 부속 의정서에 따라 유럽 연합의 계획에 참여하는 지역도 존재한다.

## 최외부 지역
2020년 1월 기준으로 유럽 연합 회원국에 있는 최외부 지역(outermost regions)은 9개(프랑스 6개, 포르투갈 2개, 스페인 1개)이다. 유럽 연합의 조약에서는 이들 지역의 특수한 상황을 고려해 유럽 연합법의 적용 대상에서 제외할 수 있는 규정이 있다.

### 아소르스 제도, 마데이라 제도
아소르스 제도, 마데이라 제도는 대서양에 위치한 포르투갈의 섬이다. 이들 지역은 유럽 연합법의 적용 제외 대상에 포함되어 있지만 두 지역 모두 실제로는 면제 규정이 적용되지 않았다. 또한 유럽 연합의 부가가치세 영역에서도 제외되어 있다.

### 카나리아 제도
카나리아 제도는 대서양에 위치한 스페인의 섬이다. 유럽 연합의 부가가치세 영역에서는 제외되어 있다.

### 프랑스의 해외 데파르트망
프랑스의 해외 데파르트망인 과들루프, 마르티니크, 프랑스령 기아나, 레위니옹, 마요트는 프랑스 본토와 마찬가지로 유로가 법정 통화로 지정되어 있으며 유럽 연합의 관세 동맹에 참여하고 있다. 반면 솅겐 조약에서 정한 부가가치세 영역에서는 제외되어 있다.

### 생마르탱
2007년 2월 22일 과들루프에서 분리된 프랑스의 해외 영토인 생마르탱은 유럽 연합의 외부 지역에 포함되어 있다.

## 해외 영역
2014년 7월 기준으로 특정 유럽 연합 회원국과 특별한 관계에 있는 해외 영역(overseas countries and territories)은 13개(프랑스 6개, 네덜란드 6개, 덴마크 1개)이다.
이들 영역은 유럽 연합과의 협력 관계를 구축하고 있으며 유럽 연합 노동자의 이동의 자유(유럽 연합 기본 조약 제202조), 개업의 자유(제199조 5항)에 관한 규정의 적용 대상에서 제외되어 있다. 이들의 영역은 유럽 연합의 영역에 포함되지 않지만 협력 관계를 유지하기 위해서는 최소한의 유럽 연합법의 규정이 적용된다.

### 프랑스의 해외 영역
생피에르 미클롱에서는 유로가 통용되고 있지만 생바르텔레미, 누벨칼레도니, 프랑스령 폴리네시아, 왈리스 푸투나에서는 유로와 동등한 가치를 가진 CFP 프랑이 통용되고 있다. 이들의 해외 영역에 거주하는 주민은 프랑스 시민권, 유럽 연합 시민권을 갖고 있으며 유럽 의회에 대한 선거권을 갖고 있다. 프랑스령 남방 및 남극에는 상주 인구가 없다.

### 그린란드
덴마크의 자치령인 그린란드는 1973년 덴마크가 유럽 공동체에 가입하면서 유럽 공동체에 속해 있었지만 1982년에 실시된 주민투표를 통해 유럽 공동체에서 탈퇴하기로 결정했다. 그린란드는 1985년에 유럽 공동체를 완전히 탈퇴했다. 그렇지만 그린란드 주민은 덴마크 시민권, 유럽 연합 시민권을 갖고 있다.

### 네덜란드의 해외 영역
네덜란드의 해외 영역인 아루바, 보네르섬, 퀴라소, 사바섬, 신트마르턴, 신트외스타티위스섬은 유럽 연합의 해외 영역 지위를 받고 있다. 이 가운데 보네르섬, 퀴라소, 사바섬, 신트마르턴, 신트외스타티위스섬은 2010년에 해체된 네덜란드령 안틸레스에 속해 있었다.
이들 영역에 거주하는 주민은 유럽 연합 시민권을 갖고 있지만 과거에는 주민의 대부분이 유럽 의회에 대한 투표권을 갖고 있지 않았다. 이에 대해 유럽 사법재판소는 유럽 연합의 영역 밖에 거주하고 있는 네덜란드 국민이 네덜란드의 선거법에 따라 유럽 의회에 대한 투표권을 행사할 수 있음에도 불구하고 이들 지역에서 이를 인정하지 않는 것은 유럽 연합법에 어긋난다고 판결했다.

## 특수 지역
외부 지역, 해외 영역은 공통된 제도가 적용되도록 분류되고 있다고 생각하고 있지만 실제로는 모든 영역에 해당하는 것은 아니다. 유렁 연합 안에는 유럽 연합과의 관계에서 특수한 제도가 마련되어 있는 영역이 있다. 또한 각 나라마다 유럽 연합 회원국 협정에 부속된 의정서의 규정에 따라 통치하고 있는 영역에서 의정서에 포함된 영역으로 불리는 영역도 있다. 이에 해당되지 않는 영역은 유럽 연합법의 규정에 의한 부가 가치세 영역, 관세 동맹에 대한 법령의 적용 대상에서 제외되어 있다.

### 올란드 제도
올란드 제도는 스웨덴어를 공용어로 하는 핀란드의 섬이다. 1995년 핀란드가 유럽 연합에 가입할 때에 자체적인 주민 투표를 실시했으며 핀란드 본토와 마찬가지로 유럽 연합 가입에 찬성했다.
올란도 제도에서는 대부분의 유럽 연합법이 적용되지만 부가 가치세 영역에 포함되지 않았다. 또한 물품세, 소비세, 간접세에 대한 공통 법규의 적용도 면제되어 있으며 사람과 서비스의 이동 및 개업의 자유, 올랜도 제도에서 부동산을 구입하거나 취득하는 것도 제한되어 있다.

### 뷔징겐
독일의 뷔징겐은 스위스 영토에 둘러싸여 있다. 이 때문에 유럽 연합 비회원국인 스위스와 독자적인 관세 동맹을 맺고 있다. 뷔징겐의 법정 통화는 유로이지만 스위스 프랑도 사용된다. 또한 유럽 연합의 관세 동맹이나 부가가치세 영역에 포함되지 않으며 스위스의 부가가치세와 소비세가 적용된다.

### 캄피오네디탈리아, 리비뇨
캄피오네디탈리아는 스위스 티치노주에 둘러싸여 있는 이탈리아 코모현의 월경지이다. 손드리오현의 리비뇨는 산악 리조트 단지에 둘러싸여 있다. 이들은 유럽 연합의 영역에 포함되어 있지만 유럽 연합의 관세 동맹이나 부가가치세 영역에 포함되어 있지 않다. 캄피오네디탈리아는 스위스 프랑을 법정 통화로 사용한다. 리비뇨는 나폴레옹 시대부터 면세 지역으로 분류되어 있다.

### 세우타, 멜리야
세우타, 멜리야는 북아프리카에 위치한 스페인의 월경지이지만 유럽 연합의 공통 농업 정책, 공통 어업 정책의 대상에서 제외되어 있다. 또한 유럽 연합의 관세 동맹이나 부가가치세 영역에 포함되어 있지 않다. 유럽 연합의 수출품에는 관세를 매기지 않으며 세우타와 멜리야에서 생산된 상품은 통관 수수료를 면제하고 있다.

### 북키프로스
키프로스는 2004년 5월 1일에 유럽 연합에 가입했지만 유럽 연합법이 적용되는 대상은 키프로스 공화국 정부가 실효 통치하고 있는 키프로스섬 남부에 한정되어 있다. 키프로스섬 북부의 1/3은 터키만 인정하고 있는 북키프로스가 지배하고 있으며 유럽 연합법의 효력이 미치지 않는다. 터키계 키프로스인은 이론상으로는 유럽 의회에 대한 선거권을 갖고 있지만 실제로는 유럽 의회 의원 선거가 실시되지 않는다.

### 유엔 키프로스 완충 지대
유엔 키프로스 완충 지대는 남키프로스와 북키프로스 사이에 위치한 완충 지대로서 유엔 키프로스 평화유지군이 관리하고 있다. 키프로스의 유럽 연합 가입 조약에 명시된 의정서에는 키프로스 정부의 통치 여부에 따라 키프로스섬의 영역이 설정되어 있다.

### 페로 제도
페로 제도는 덴마크의 자치령이지만 유럽 연합의 영역에 포함되어 있지 않다. 이 때문에 페로 제도에 거주하는 주민이 덴마크 국적을 갖고 있어도 덴마크 국민으로 인정되지 않으며 유럽 연합 시민권자로 인정되지 않는다.

### 헬골란트섬
독일의 헬골란트섬은 독일 북서부 연안에서 70km 정도 떨어진 곳에 위치한 북해의 섬이다. 이 섬은 유럽 연합의 영역에 포함되어 있지만 유럽 연합의 관세 동맹이나 부가가치세 영역에서는 제외되어 있다.

### 아토스산
아토스산은 그리스에 위치한 수도원 자치 지역으로서 유럽 연합의 부가가치세 영역에 포함되지 않는다. 그리스의 유럽 연합 가입 조약에서는 아토스산의 특별한 법적 지위를 인정하는 규정이 있다. 예를 들어 유럽 연합법에서는 성별에 따른 차별을 금지하고 있지만 여자가 아토스산에 출입하는 것을 금지하는 규정을 별도로 인정하고 있다.

### 사이마 운하
핀란드는 러시아로부터 사이마 운하를 조차하고 있다. 사이마 운하에서는 러시아의 법률이 적용되지만 해운 관련법이나 운하에서 근무하는 노동자에 대해서는 핀란드의 법률이 적용된다.

## 같이 보기
- 유럽 연합 회원국
- 유로존